# Olympische Sommerspiele 1904/Teilnehmer (Gemischte Mannschaft)
| Gelbes Symbol für Goldmedaillen mit stilisierten Olympischen Ringen | Graues Symbol für Silbermedaillen mit stilisierten Olympischen Ringen | Braundes Symbol für Bronzemedaillen mit stilisierten Olympischen Ringen |
| ------------------------------------------------------------------- | --------------------------------------------------------------------- | ----------------------------------------------------------------------- |
| 1                                                                   | 1                                                                     | —                                                                       |

Bei den Olympischen Spielen von St. Louis 1904 spielte das Konzept von nationalen Mannschaften noch keine bestimmende Rolle, und so haben mehrere gemischte Teams zwei Medaillen in folgenden Wettbewerben gewonnen.

## Medaillengewinner

### Olympiasieger
| Name                                                            | Sportart | Wettkampf          |
| --------------------------------------------------------------- | -------- | ------------------ |
| Manuel Díaz (CUB) Ramón Fonst (CUB) Albertson Van Zo Post (USA) | Fechten  | Florett Mannschaft |

### Silber
| Name                                                                                             | Sportart       | Wettkampf       |
| ------------------------------------------------------------------------------------------------ | -------------- | --------------- |
| Albert Corey (FRA) Lacey Hearn (USA) Sidney Hatch (USA) James Lightbody (USA) Frank Verner (USA) | Leichtathletik | Mannschaftslauf |

## Teilnehmer nach Sportarten

### Fechten
- Manuel Díaz (CUB)
Florett Mannschaft: Olympiasieger

- Ramón Fonst (CUB)
Florett Mannschaft: Olympiasieger

- Albertson Van Zo Post (USA)
Florett Mannschaft: Olympiasieger

### Leichtathletik
- Albert Corey (FRA)
Mannschaftslauf: Zweiter

- Sidney Hatch (USA)
Mannschaftslauf: Zweiter

- Lacey Hearn (USA)
Mannschaftslauf: Zweiter

- James Lightbody (USA)
Mannschaftslauf: Zweiter

- Frank Verner (USA)
Mannschaftslauf: Zweiter